# Tandikudius
Tandikudius is een geslacht van hooiwagens uit de familie Podoctidae.
De wetenschappelijke naam Tandikudius is voor het eerst geldig gepubliceerd door Roewer in 1929. 

## Soorten
Tandikudius is monotypisch en omvat slechts de volgende soort:
- Tandikudius rugosus